# Two ICC
Le Two ICC est un gratte-ciel résidentiel en construction à Mumbai en Inde. Ils s'élèvera à 223 mètres. Son achèvement est prévu pour 2019. 